# Bama (Hechi)
Der Autonome Kreis Bama der Yao (chinesisch 巴马瑶族自治县, Pinyin Bāmǎ Yáozú Zìzhìxiàn; Zhuang Bahmaj Yauzcuz Swciyen) ist ein autonomer Kreis der Yao im Autonomen Gebiet Guangxi der Zhuang-Nationalität in der Volksrepublik China. Er gehört zum Verwaltungsgebiet der bezirksfreien Stadt Hechi. Der Kreis hat eine Fläche von 1.975 Quadratkilometern und zählt 236.400 Einwohner (Stand: 2018). Sein Hauptort ist die Großgemeinde Bama (巴马镇).

## Administrative Gliederung
Auf Gemeindeebene setzt er sich aus einer Großgemeinde und neun Gemeinden zusammen. 